# Donald Thériault
Donald Joseph Thériault (ur. 18 stycznia 1946 w Paquetville) – kanadyjski duchowny katolicki, biskup polowy Kanady w latach 1998-2016.

## Życiorys
Święcenia kapłańskie otrzymał 8 maja 1971.
25 marca 1998 papież Jan Paweł II mianował go biskupem polowym Ordynariatu Wojskowego Kanady. Sakry biskupiej udzielił mu 1 czerwca 1998 biskup John Michael Sherlock.